# Bălăşeşti (Galaţi)
Bălăşeşti é uma comuna romena localizada no distrito de Galaţi, na região de Moldávia. A comuna possui uma área de 64.79 km² e sua população era de 2562 habitantes segundo o censo de 2007.